# Glipa annulata
Glipa annulata là một loài bọ cánh cứng trong họ Mordellidae. Loài này được Redtenbacher miêu tả khoa học năm 1868.